# L réfléchi
Cette page contient des caractères spéciaux ou non latins. S’ils s’affichent mal (▯, ?, etc.), consultez la page d’aide Unicode.
L, appelé L inversé, L réfléchi ou L rétrograde, est une lettre additionnelle de l’écriture latine utilisée comme signe épigraphique.
Elle n’est pas à confondre avec le L culbuté ‹ Ꞁ ꞁ › ou le symbole mathématique L sans sérif réfléchi ‹ ⅃ ›.

## Utilisation
Le L réfléchi a été utilisé dans des inscriptions épigraphiques comme abréviation de liberta dans L.Ↄ (mulieris libertae ou caia libertae), ou pour un prénom commençant par L comme Laelia ou Lucia.
En analyse combinatoire, Alexander Postnikov et d’autres auteurs utilisent le L réfléchi comme symbole pour les « L-diagram, L-tableau, L-property, L-coordinate » en anglais.

## Représentation informatique
Le L réfléchi n’a pas été codé de manière standardisée.